# 男體山

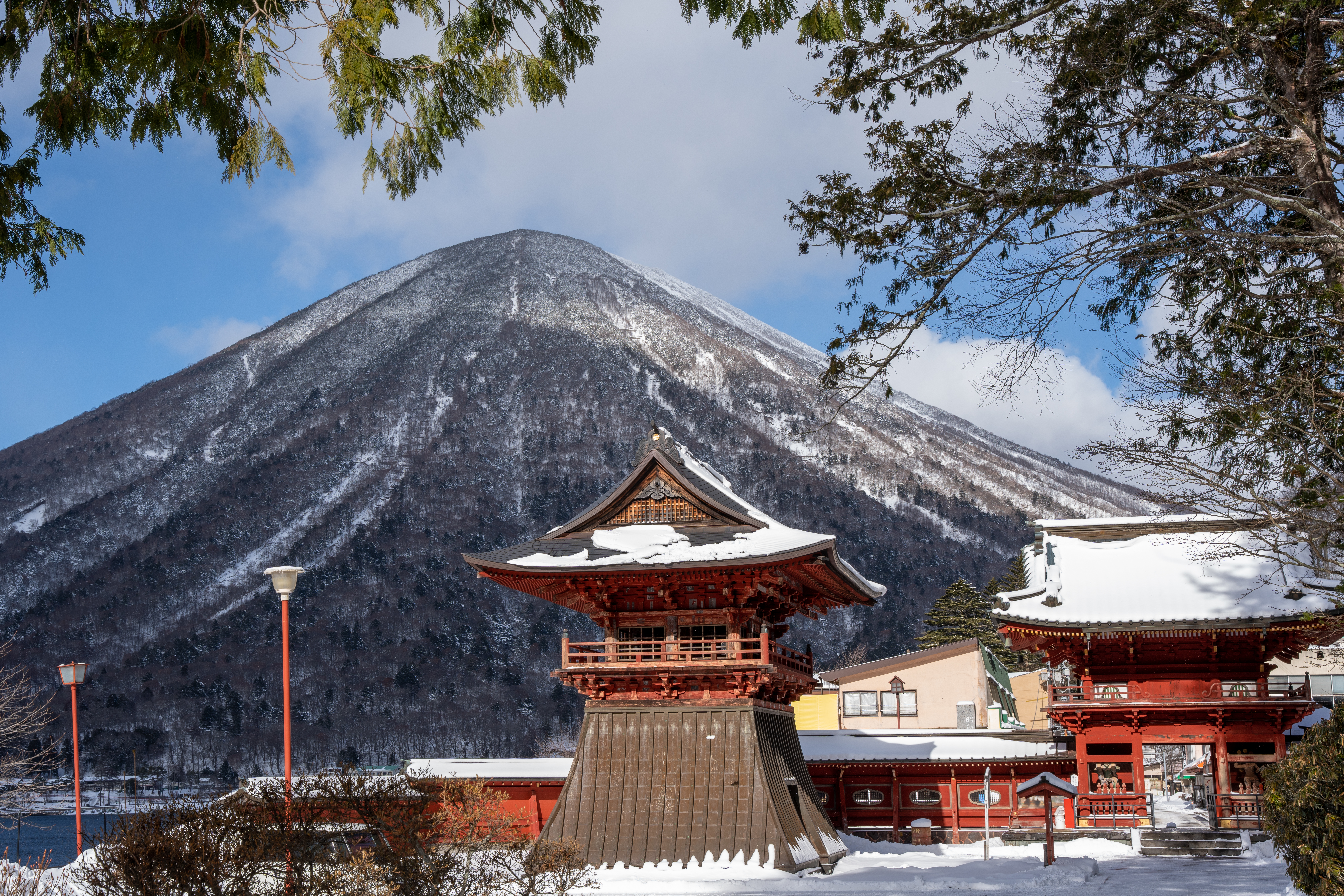
冬天的男體山

男体山也称二荒山，日光山，下野富士，是位于栃木縣日光市，日光國立公園内的一座山峰。標高2486公尺。位于中禪寺湖北岸。是關東地方的高山。是一個圓錐形的成層火山。古為山岳信仰的對象而為人所知，在山頂有日光二荒山神社的奥宮。男体山是日本百名山之一。

## 概要
男体山的东北方向有女峰山（2483米）。男体山和女峰山之间还有大真名子山（2375.4米），小真名子山（2322.9米）两座稍微低点的山峰，男体山西北有太郎山（2367.5米），数座山峰构成了一个火山家族。
根据对山顶喷出物的研究，男体山最后一次喷发约在距今7000年前，所以按现在的标准将其归类为活火山。这次爆发产生的熔岩堵塞了汤川形成中禅寺湖和华严瀑布。华严瀑布是日本三大知名瀑布之一。这里也是秋天观赏红叶最有名的地方。

## 开山
782年（天应二年）胜道上人首次登顶成功，这次登顶空海和尚在『性灵集』中有详细记载。767年（神护景云元年）4月胜道初次尝试登山，遭遇风雪不得不放弃。781年（天应元年）4月上旬，第二次尝试登顶再次失败。782年（天应二年）3月胜道已经48岁决意登顶，在中禅寺湖畔读经7天之后出发，花了3天终于得偿心愿。

## 登山
男体山是圆锥形成层火山，因此山姿优美，所以每年夏天来访的登山者络绎不绝。
男体山有两个登山口
- 中宫祠口，标高1280米

乘坐东武巴士汤元温泉方向的巴士到二荒山神社前下车，在神社支付500日元登山料记账后登山
1合目到3合目约花1小时20分
3合目到4合目是平坦的林道约花30分
4合目到顶约花2小时30分，其中7合目附近是岩场，8合目到9合目是简易台阶，9合目以上是沙砾
- 志津口，标高1785米

起点的标高比较高，基本是泥路，雨天比较难爬，下山较容易
志津小屋到三本松为平坦的林道，是看红叶的景点，到三本松步行需要2个小时

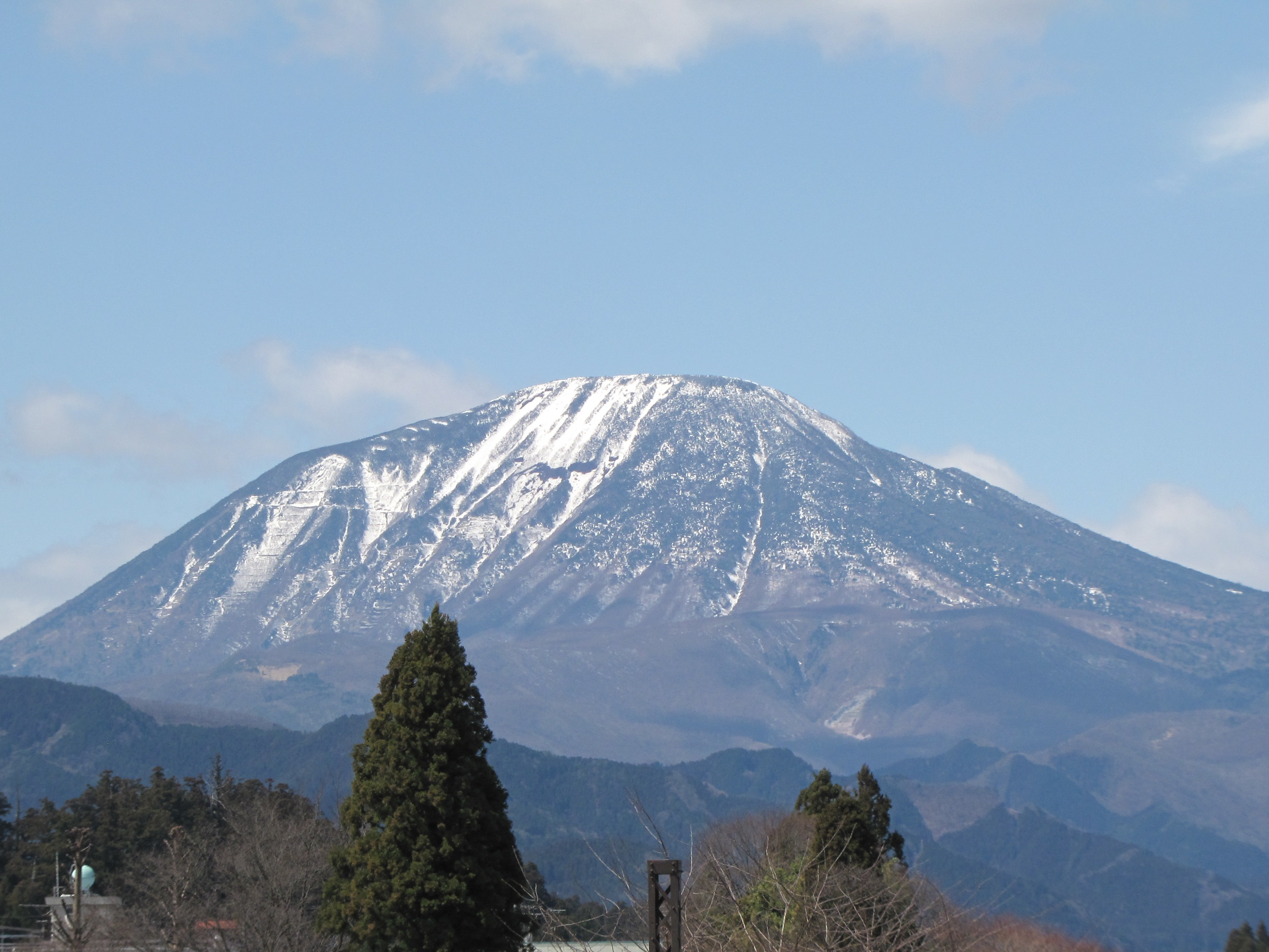
男體山東
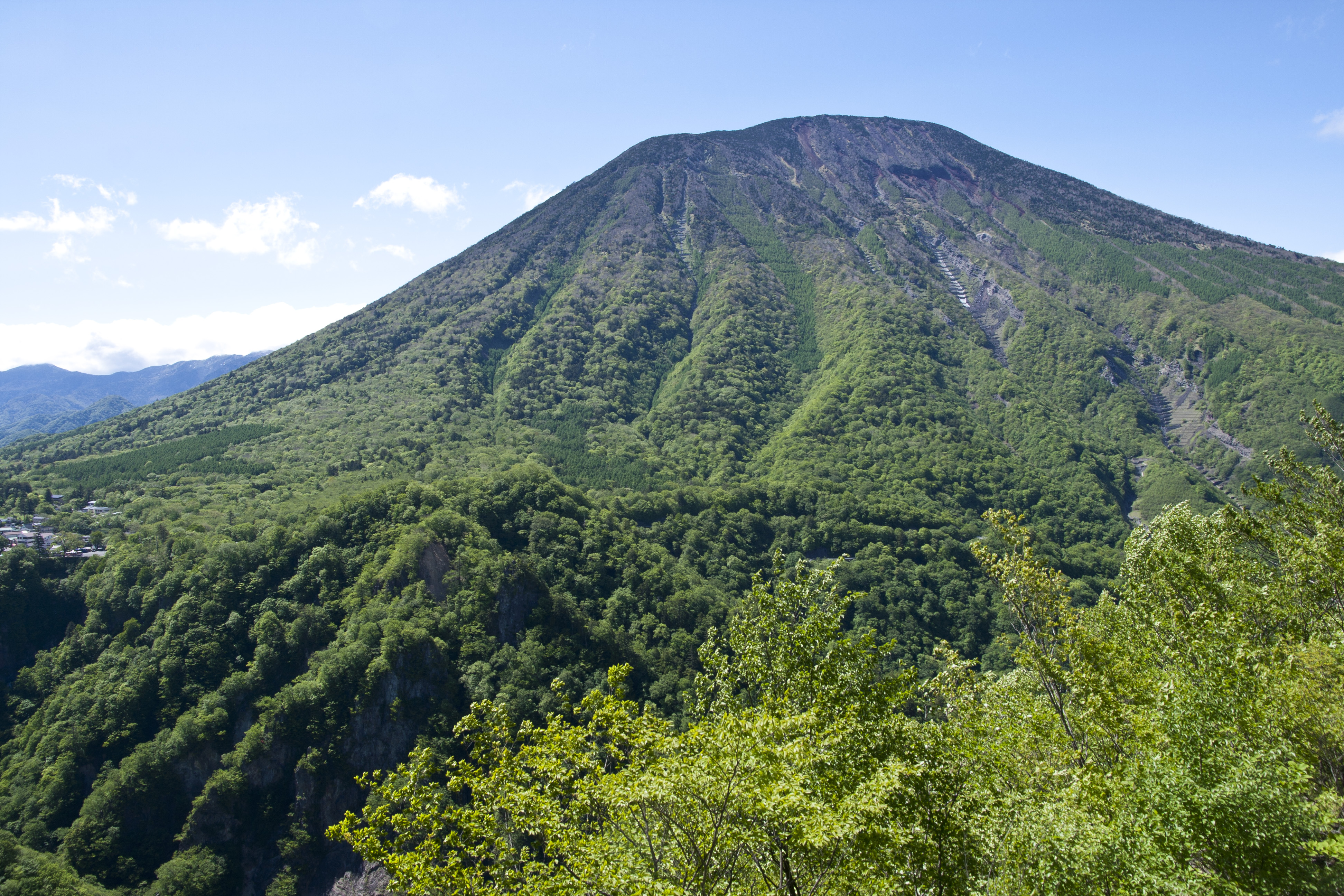
東南
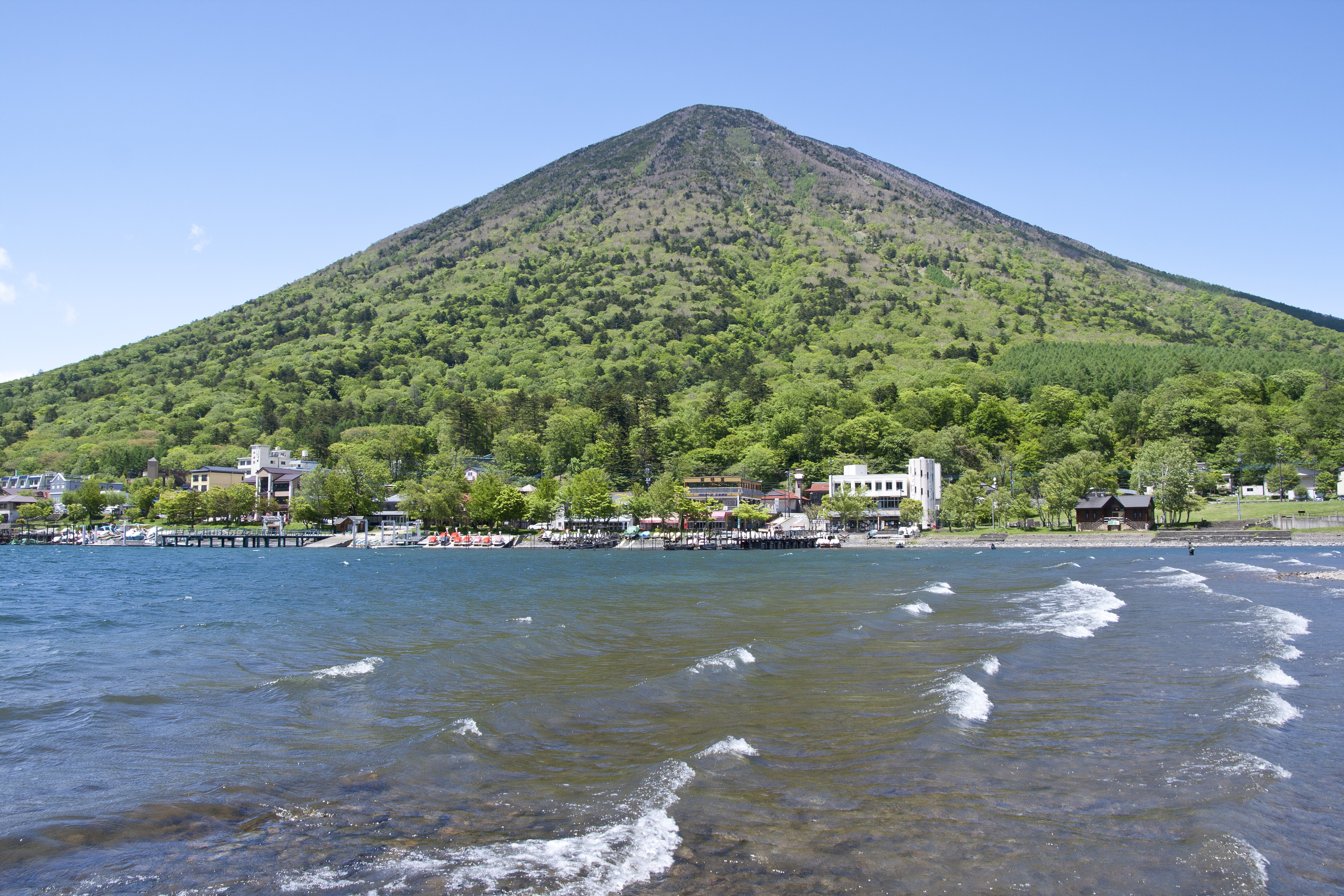
南
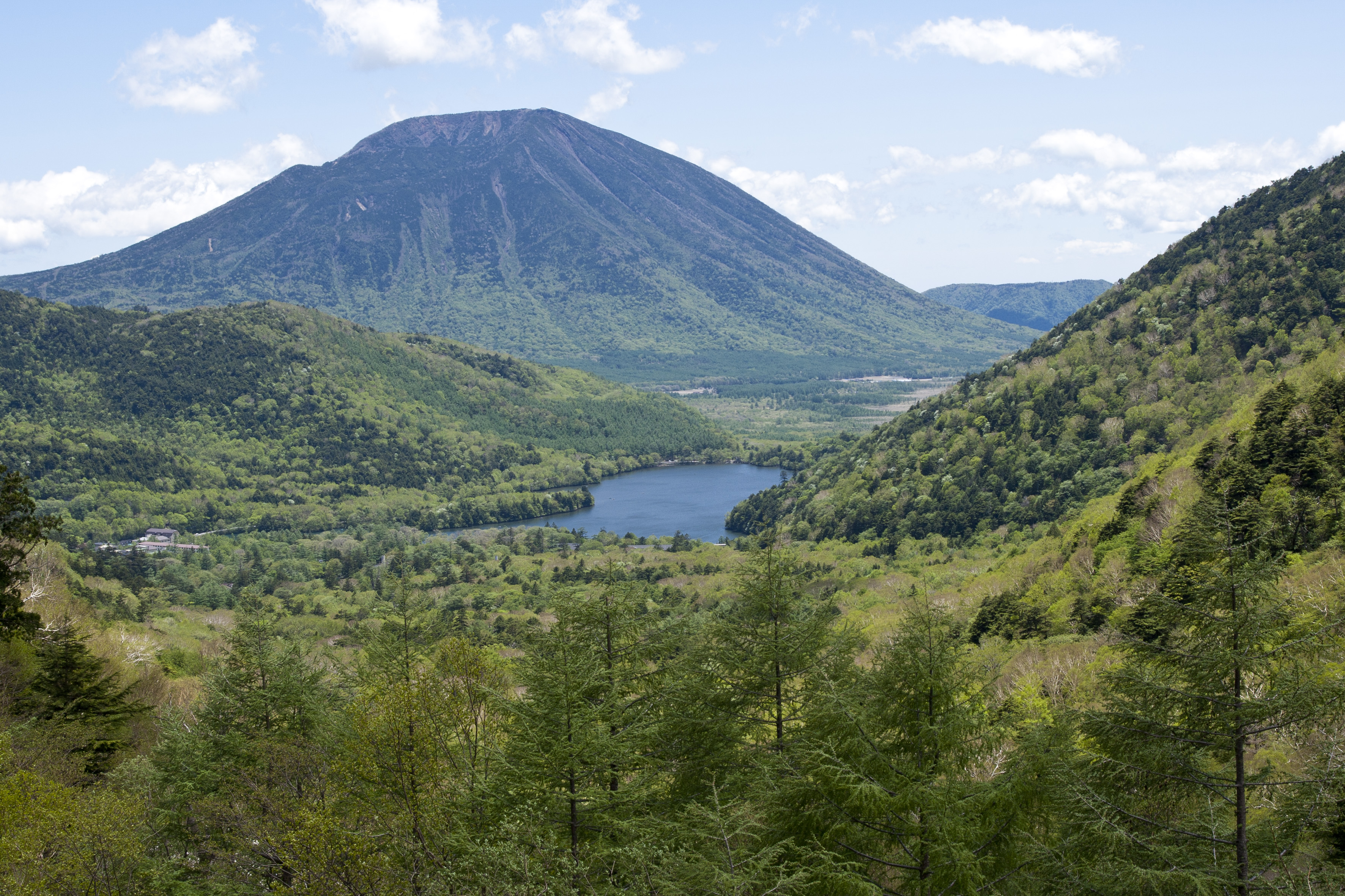
西北
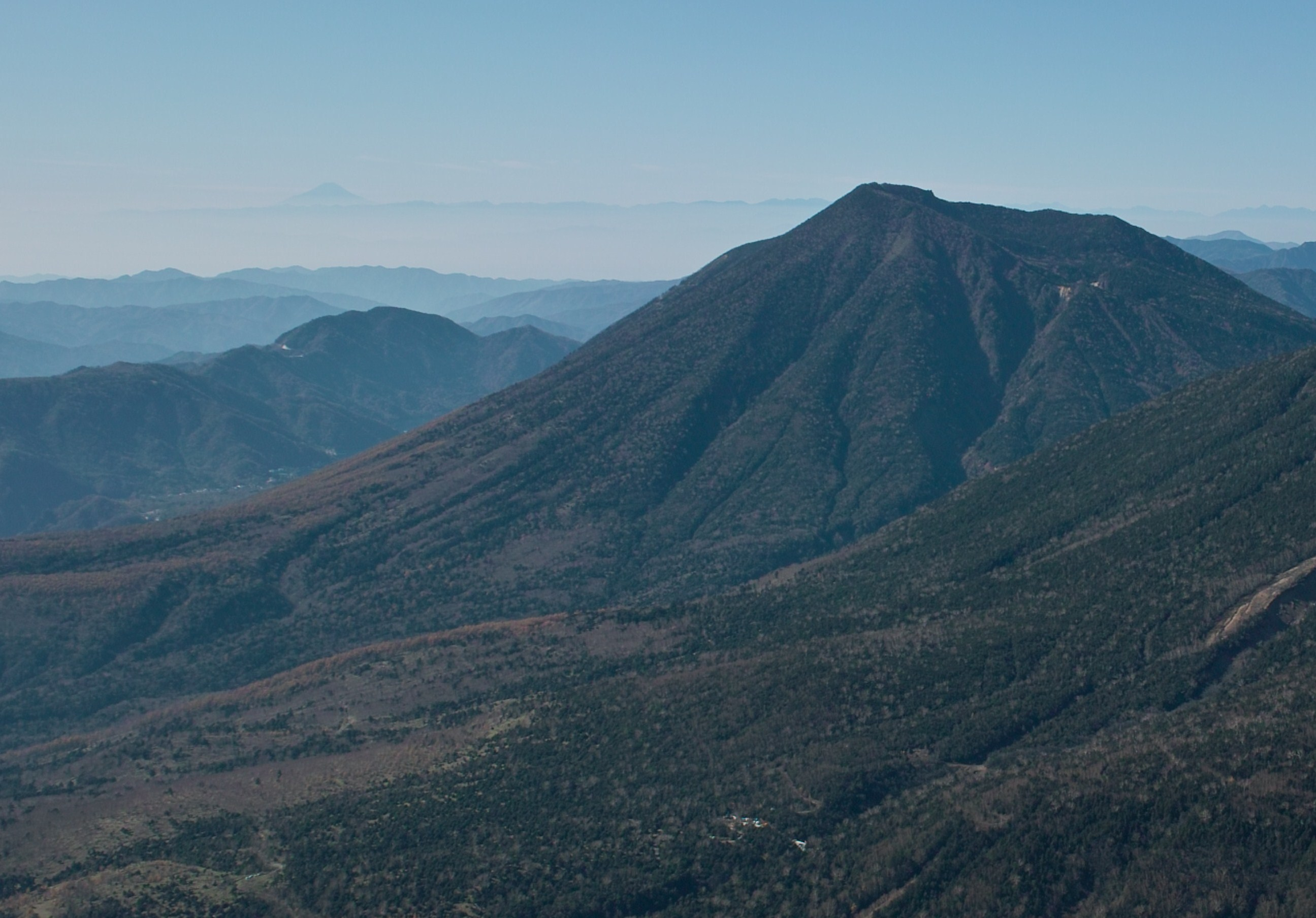
東北

## 關聯條目
- 日本百名山
- 红叶坂
- 中禅寺湖

## 外部連結
- 国土地理院 地圖閲覧系統 2万5千分1地形圖名：男體山 (南東) （页面存档备份，存于）